# Dsegh
Dsegh är en ort i Armenien.   Den ligger i provinsen Lori, i den norra delen av landet, 90 kilometer norr om huvudstaden Jerevan. Dsegh ligger 1 216 meter över havet och antalet invånare är 2 484.
Terrängen runt Dsegh är kuperad åt sydväst, men åt nordost är den bergig. Närmaste större samhälle är Alaverdi, 15,2 kilometer norr om Dsegh.
Omgivningarna runt Dsegh är en mosaik av jordbruksmark och naturlig växtlighet. Runt Dsegh är det ganska tätbefolkat, med 96 invånare per kvadratkilometer.